# Alexander Kielland
Alexander Lange Kielland (oprindeligt Kjelland) (18. februar 1849 i Stavanger – 6. april 1906 i Bergen) var en af Norges mest kendte forfattere i det 19. århundrede. Sammen med Henrik Ibsen, Bjørnstjerne Bjørnson og Jonas Lie regnes han til "de fire store" norske forfattere i slutningen af århundredet.
Kielland debuterede i 1879 med Novelletter, en samling af korte noveller, og året efter skrev han sin første roman, Garman & Worse. Han skrev i en realistisk og samfundskritisk stil. I Skipper Worse (1882) gik han til angreb på fanatismen i bedehusmiljøer, mens Gift (1883) var et opgør med embedsstandens centrale autoriteter - kirke, stat og latinskole. Da han i 1885 ansøgte om digtergage fra Stortinget, sagde flertallet nej, fordi det var "betænkeligt, om Staten skulde understøtte og med sin Anerkjendelse stemple en Forfattervirksomhed, som i alle Fald tildels formenes at staa i Modsætning til de inden Nationen herskende moralske og religiøse Begreber". Men i 1896 kom loven om højere almenskoler, en norsk skolereform, der indførte et treårigt gymnasium, hvor latin helt var forsvundet. Latinskolerne var nedlagt.
I Danmark bæres hans navn i høj grad af Garman & Worse, en grupperoman uden nogen egentlig hovedperson, med forskellige personer og miljøer omkring handelshuset Garman & Worse.